# Michael Forbes
Michael Patrick Forbes (Riverhead, 16 luglio 1952) è un politico statunitense, membro della Camera dei Rappresentanti per lo stato di New York dal 1995 al 2001.

## Biografia
Nato nella Contea di Suffolk, dopo gli studi Forbes lavorò nell'azienda di famiglia. Entrato in politica con il Partito Repubblicano, fu collaboratore di Al D'Amato e Connie Mack III. Nel 1994 si candidò alla Camera dei Rappresentanti e sconfisse il deputato democratico in carica George Hochbrueckner. Gli elettori lo riconfermarono per altri due mandati nel 1996 e nel 1998.
Nel 1999, in polemica con i vertici del suo partito, annunciò il suo passaggio al Partito Democratico. L'anno seguente, candidatosi per la rielezione come democratico, perse le primarie contro la bibliotecaria Regina Seltzer, che fu poi a sua volta sconfitta nelle elezioni generali dal repubblicano Felix Grucci.